# عيسى (اسم)
عيسى هو اسم علم معرب من الاسم العبري «يشوع»، ومعناه هو «المُخَلِّصْ». ولفظ «عيسى» معرب «يشوع» بقلب الحروف، بعد جعل المعجمة مهملة [أي بعد جعل الشين سينا] وهذا يكثر في المنقول من العبرانية إلى العربية. فسين المسيح وموسى: شين في العبرانية، وكذلك سين شمس فهي عندهم بمعجمتين.
تم استخدام عيسى أيضًا في اللغة الفريزية (الجرمانية القديمة) لكل من الذكور والإناث وكان اختصارًا للأسماء الجرمانية التي تبدأ بـ "is"، والذي يعني الجليد والحديد.

## اسم
- عيسى بن مريم: وهو من الأنبياء والرسل ومن الأنبياء أولي العزم (نوح، وإبراهيم، وموسى، وعيسى، ومحمد).
- أبو جعفر الرازي عالم ري
- عيسى جلبي أمير عثماني (توفي 1406)
- عيسى بن علي آل خليفة حاكم البحرين (1848-1932)
- عيسى قمبر سياسي أذربيجاني (مواليد 1957)
- عيسى بك بن إسحق قائد عسكري عثماني من القرن الخامس عشر
- عيسى بن سلمان آل خليفة أمير البحرين (1931–1999)
- عيسى ديك هاكيت منتجة أفلام وكاتبة أمريكية

## لقب
- عيسى العيسى صحفي فلسطيني (1878–1950)
- دولقون عيسى ناشط أيغوري
- فاكوندو عيسى لاعب رغبي أرجنتيني (مواليد 1993)
- إسماعيل عيسى لاعب كرة قدم تركي (مواليد 1989)
- سلمان عيسى لاعب كرة قدم بحريني (مواليد 1977)
- دارل عيسى سياسي أمريكي من أصول لبنانية (مواليد 1953)